# Monumento a Israel Putnam
El Monumento a Israel Putnam (en inglés, Israel Putnam Monument) es una estatua ecuestre ubicada en el pueblo de Brooklyn, en el estado de Connecticut (Estados Unidos). El monumento, diseñado por el escultor Karl Gerhardt, fue dedicado en 1888 en honor a Israel Putnam, un nativo de Connecticut que sirvió como general en el Ejército Continental durante la Guerra de Independencia de los Estados Unidos. El monumento fue creado como respuesta al deterioro de la tumba de Putnam en el cementerio de Brooklyn, y el gobierno estatal asignó fondos para el monumento con la condición de que también sirviera como tumba para Putnam. Una vez finalizado, los restos de Putnam se volvieron a enterrar debajo del monumento. La dedicación se llevó a cabo el 14 de junio en una gran ceremonia con varios invitados de honor, incluidos los gobernadores de Connecticut y Rhode Island. El monumento fue criticado por críticos contemporáneos, quienes criticaron especialmente al caballo, y una revisión señaló que parecía sufrir espasmos óseos.

## Historia

### Fondo
Israel Putnam era un oficial militar de Brooklyn, Connecticut. Originario de Salem, se había mudado a Brooklyn en 1739 y participó en la guerra francesa e india de 1755 a 1762. Poco después de las Batallas de Lexington y Concord, Putnam se involucró del lado de los independentistas, organizando un regimiento en el condado de Windham y convirtiéndose en general de división en el Ejército Continental. Después de la guerra, Putnam regresó a Brooklyn, donde murió en 1790. Fue enterrado en el cementerio sur de la ciudad. Tras su muerte, se comenzaron a erigir varios memoriales y monumentos en su honor, de los cuales el primero fue su tumba, una estructura de ladrillo cubierta por una gran losa de piedra que tenía una inscripción compuesta por Timothy Dwight IV, futuro presidente de la Universidad Yale.. En 1874, se dedicó una estatua de Israel Putnam diseñada por el escultor John Quincy Adams Ward en Bushnell Park en Hartford, la capital de Connecticut. En Brooklyn, hubo un impulso para erigir otro monumento a Putnam en la década de 1850, aunque estos planes finalmente no llegaron a buen término.

### Creación
En la década de 1880, la losa de piedra que cubría la tumba de Putnam se había deteriorado significativamente debido al vandalismo. A fines de 1885, N. W. Kennedy, el editor del Windham County Standard, comenzó a instar a la creación de un nuevo monumento en honor a Putnam. En una reunión que había organizado, un grupo de ciudadanos del condado formó la Asociación del Monumento de Putnam con el objetivo de recaudar 10 000 dólares para la creación de este monumento. Además, se decidió que, si la asociación no podía obtener este dinero a través de la recaudación de fondos local, pediría ayuda al Congreso de los Estados Unidos oa la Asamblea General de Connecticut. Cuando se llevó a cabo una reunión posterior, solo se habían recaudado 500 dólares , momento en el cual la asociación decidió solicitar a la Asamblea General 10 000 dólares , con la esperanza de que se pudieran recaudar 5000 adicionales mediante la recaudación de fondos local. La asignación fue aprobada por la legislatura con solo un voto en contra de un legislador que declaró que sus electores no deberían tener que financiar un proyecto que el gobierno federal debería financiar.
El 19 de febrero de 1886, el gobierno de Connecticut creó un comité compuesto por siete ciudadanos de Connecticut para supervisar el proyecto, que incluía a los políticos George P. McLean y George G. Sumner. Ese mismo día, el comité aprobó realizar un concurso y solicitar diseños de artistas para el monumento, con las únicas restricciones de que el monumento no costara más de 10 000 dólares y que la propuesta se presentara antes del 15 de mayo de 1886. El ganador recibiría una compensación de 250 dólares. De los 25 diseños que se presentaron, el de Karl Gerhardt tenía la forma de una estatua ecuestre, y posteriormente el comité decidió que se debía elegir ese tipo de monumento. Se llevó a cabo otro concurso, esta vez buscando explícitamente diseños de estatuas ecuestres, y se consideraron cuatro propuestas de diseño. Finalmente, se seleccionó el diseño de Gerhardt y se le dio el pago de 250 dólares y los 9750 dólares restantes para crear el monumento. Gerhardt era nativo de Hartford y anteriormente había estudiado escultura en París, y algunas de sus obras se exhibieron en el Salón. Según el contrato entre él y el comité firmado en octubre de 1886, sería responsable de diseñar una estatua ecuestre de bronce y un pedestal de piedra que la acompañaría, que se sometería a aprobación el 1 de octubre de 1887 a más tardar.
Casi al mismo tiempo que se seleccionó el diseño de Gerhardt, el comité comenzó a considerar la ubicación del monumento. Si bien la letra de la ley establecía que el monumento sería erigido "sobre la tumba" de Putnam, algunos en Brooklyn opinaron que el cementerio donde fue enterrado no era un lugar suficiente para un monumento tan grande y costoso como el que tenían. planificado. Como resultado, los descendientes de Putnam decidieron que sus restos serían exhumados y enterrados debajo del monumento dondequiera que fuera erigido en Brooklyn. Esto condujo a una gran controversia local y debate sobre la ubicación, con el New-York Tribune incluso informando sobre los debates en un artículo de agosto de 1886. Finalmente, el comité seleccionó una parcela de tierra cerca del centro de la ciudad, justo al sur del parque de la ciudad. Esta propiedad fue donada al estado por el ciudadano de Brooklyn Thomas Smith Marlor, quien también proporcionó el pedestal para la estatua. Además, la cubierta de piedra original de la tumba de Putnam se trasladó a un lugar seguro en el Capitolio del Estado de Connecticut, mientras que una réplica de la piedra marcó la ubicación anterior de la tumba. Los restos de Putnam se volverían a enterrar bajo el monumento en un ataúd de metal. Con la ubicación seleccionada y 500 dólares adicionales asignados por la ciudad de Brooklyn para publicidad y otros gastos, el comité declaró en un informe de enero de 1887 a la Asamblea General que esperaban que el monumento estuviera terminado para el 17 de junio de ese año. Además, el comité declaró que no se esperaba que el proyecto superara el presupuesto y que el tamaño de la estatua sería comparable al de la estatua ecuestre de George Washington en la ciudad de Nueva York. En mayo de 1887, la Asamblea General aprobó una resolución sobre la dedicación del monumento, asignando 6500 dólares para las actividades de inauguración. Según la Worcester Society of Antiquity, el costo total del proyecto fue de unos 20.000 dólares.

### Dedicación
El monumento fue dedicado en una ceremonia el 14 de junio de 1888. La ceremonia comenzó con una oración de invocación dada por Timothy Dwight V, después de lo cual la banda presente tocó "Hail, Columbia". Posteriormente, el miembro del comité de premios, Morris Seymour, pronunció un discurso de presentación de la estatua, al final del cual John D. Putnam, un descendiente de Israel, la inauguró. Luego pronunció un discurso el gobernador de Connecticut, Phineas C. Lounsbury, quien aceptó la estatua en nombre del estado. La banda luego tocó "The Star-Spangled Banner", seguido de lo cual el profesor Charles F. Johnson del Trinity College en Hartford leyó un poema. El miembro del comité Henry C. Robinson luego pronunció un discurso conmemorativo en honor de Putnam, seguido de una interpretación de "América" y una revisión militar por parte del gobernador de varias organizaciones militares que habían asistido a la ceremonia. Al final de la ceremonia, el gobernador de Rhode Island, Royal C. Taft, pronunció un discurso en honor de quienes lucharon en la Revolución Americana, mientras que William H. Putnam (el último nieto vivo de Israel), Gerhardt y Marlor fueron invitados al escenario y aplaudido por el público.

### Historia posterior
En la década de 1980, dos cabezas de lobo de bronce (el emblema de la familia Putnam) ubicadas en la parte delantera y trasera del monumento fueron robadas en un acto de vandalismo. En 1993, el monumento fue inspeccionado como parte de Save Outdoor Sculpture! proyecto.

## Diseño

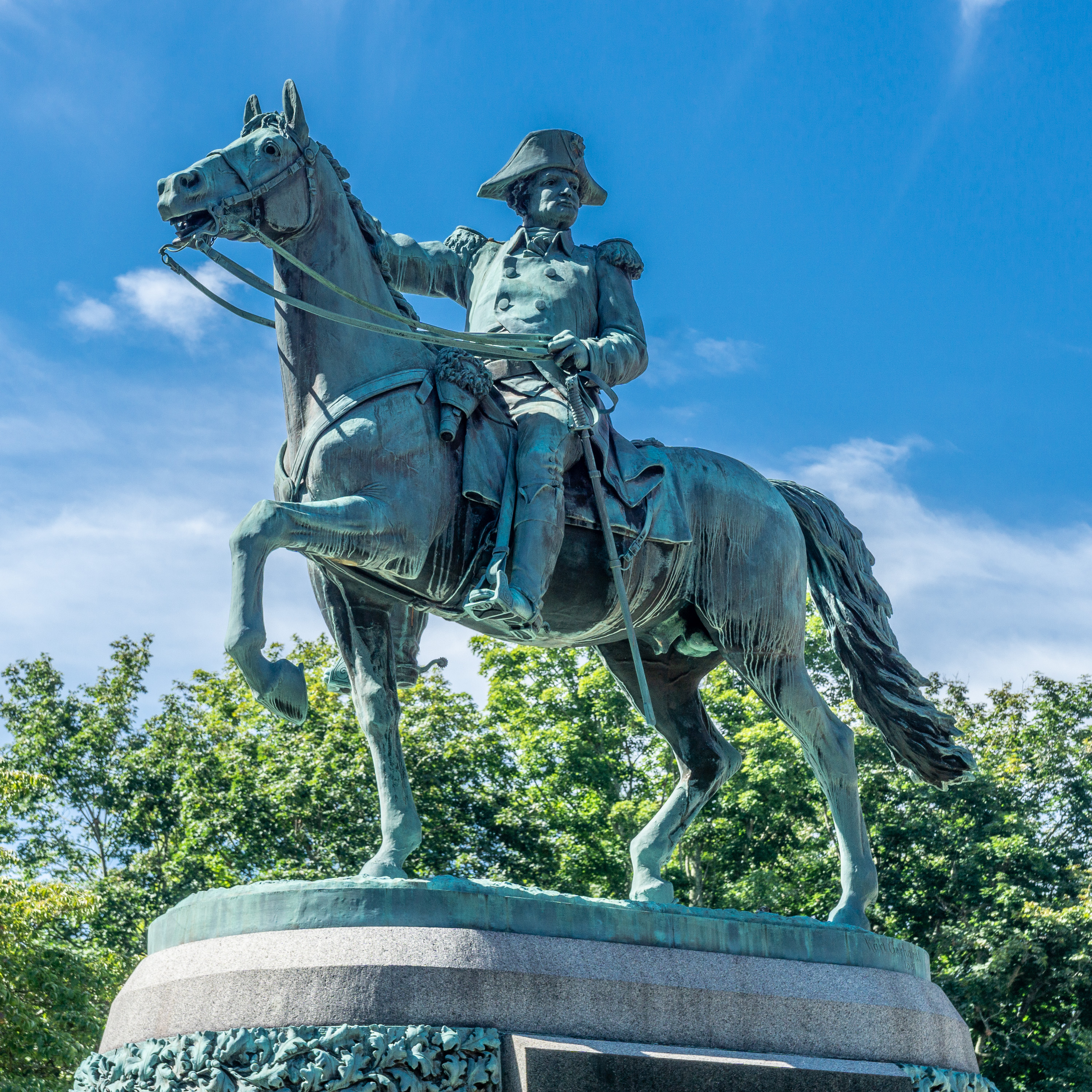
Un primer plano de la estatua, 2020

El monumento consta de una estatua ecuestre de Putnam, con una altura de 4 m y longitudes de lado de 2 m y 1,22 m, encima de un pedestal de granito que mide 156 pulgadas (4 m) de alto y con medidas laterales de 6 m y 4 m La estatua está hecha de bronce y representa a Putnam con su atuendo de la Guerra Revolucionaria, que incluye un tricornio y una espada que cuelga de su lado izquierdo. Sostiene las riendas del caballo con la mano izquierda y apunta hacia adelante con la mano derecha, mientras que el caballo tiene levantada la pata delantera izquierda. La estatua descansa sobre una base ovalada que está rodeada por una guirnalda de hojas de roble de bronce. La base de bronce de la estatua lleva inscripciones del escultor (KARL GERHARDT / 1887) y del fabricante (The Henry-Bonnard Bronze Co. / NY), mientras que a ambos lados del pedestal se encuentran dos grandes placas pulidas que llevan el siguientes inscripciones:

If a Patriot, / remember the distinguished / and / gallant services / rendered thy country / by the Patriot who sleeps / beneath this marble; / if thou art honest, generous and worthy, / render a cheerful tribute of respect / to a man / whose generosity was singular, / whose honesty was proverbial; / who raised himself / to universal esteem and offices of / eminent distinction / by personal worth and a useful life.

Sacred be this Monument / to the memory of / ISRAEL PUTNAM, Esq. / Senior Major General in the Armies / of the United States of America, / who was born at Salem, / in the Province of Massachusetts, / on the 7th day of January, / A.D. 1718 / and died on the 29th of May / A.D. 1790. / Passenger, / if thou art a soldier, / drop a tear over the dust of a Hero, / who ever attentive / to the lives and happiness of his men / dared to lead / where any dared to follow.

Esta última inscripción está copiada de la de la tapa de la tumba original de Putnam.

### Análisis
La recepción artística de la estatua fue bastante pobre. Una revisión de la estatua en un artículo de septiembre de 1886 de The Sun la describe así: "Hay una sugerencia siniestra de spavin hacia atrás, mientras que hacia adelante, los hombros y las piernas se juntan en un salto espasmódico hacia arriba que nunca se vio en tierra ni en ningún mar". caballo." En el libro de 1913 de Florence Cole Quinby The Equestrian Monuments of the World, el autor sugiere que el crítico de The Sun estaba exagerando, afirmando que la estatua "no era de ninguna manera la menos efectiva de las estatuas ecuestres en América". Otra mala crítica fue dada por TH Bartlett en una edición de junio de 1888 de The American Architect and Building News, quien criticó de manera similar el diseño del caballo. Otro artículo en The American Architect, publicado en 1890, llama a la estatua una "copia torpe" de la estatua ecuestre de Nathanael Greene de Henry Kirke Brown.